# Zygmunt Kuźwa

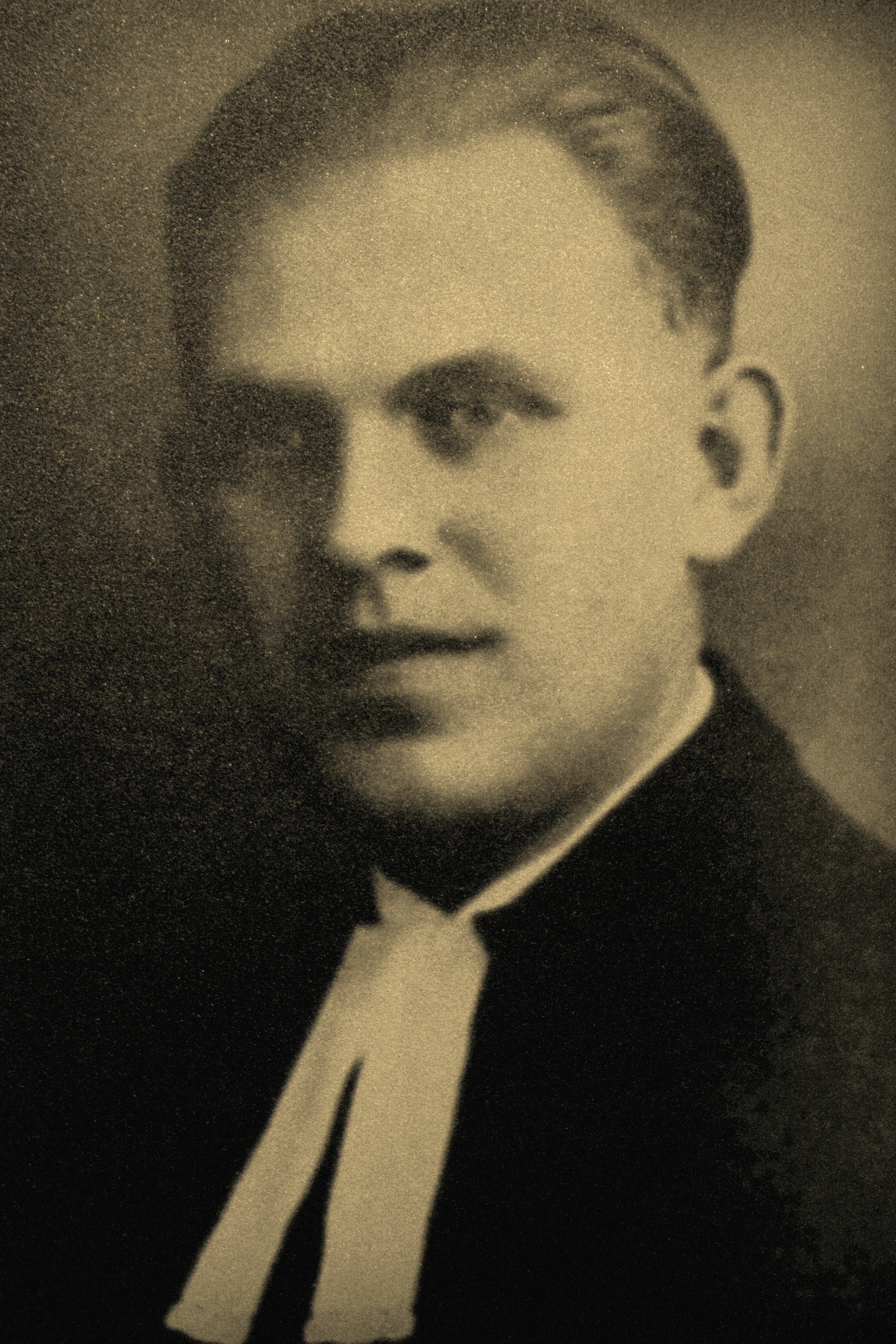
Zygmunt Kuźwa

Zygmunt Kuźwa (* 24. Juli 1904 in Warka, Polen; † 30. September 1944 in Warschau, Polen) war ein polnischer lutherischer Theologe und Widerstandskämpfer im Warschauer Aufstand.

## Leben und Wirken
Als Sohn eines Lehrers geboren studierte Kuźwa an der Theologischen Fakultät der Universität Warschau. Nach seinem Vikariat in Warschau wurde er am 26. März 1933 in Łomża (Lomscha) zum Geistlichen Amt in der Evangelisch-Augsburgischen Kirche in Polen ordiniert.
Von 1934 bis 1939 war Zygmunt Kuźwa Pfarrer in Czerwionka (Rotenau) in Oberschlesien und dann bis 1941 in Łomża.
Unter dem Decknamen „Plebanus“ („Pfarrer“) beteiligte er sich am Warschauer Aufstand im Jahre 1944 und war involviert in den Kampf um die Warschauer Altstadt. In den letzten Aufstandstagen fiel er als Soldat der Polnischen Heimatarmee (A.K. – Armia Krajowa).